# Équipe des Émirats arabes unis de football
Cet article traite de l'équipe masculine. Pour l'équipe féminine, voir Équipe des Émirats arabes unis féminine de football.
Maillots
L'équipe des Émirats arabes unis de football est l'équipe nationale qui représente les Émirats arabes unis dans les compétitions internationales football et est sous l'égide de la Fédération des Émirats arabes unis de football.

## Histoire

### Les débuts des Émirats arabes unis
La Fédération des Émirats arabes unis de football (اتحاد الإمارات لكرة القدم) est fondée en 1971. Elle est affiliée à la FIFA depuis 1972. L’équipe des Émirats arabes unis de football joue alors son premier match officiel en Arabie saoudite contre le Qatar, le 17 mars 1972 ; le match est remporté sur le score d’un but à 0. La Fédération des Émirats arabes unis intègre l'AFC en 1974. Ses premières participations à une compétition internationale se passent dans le cadre de la Coupe d'Asie des nations 1980, où l’équipe des Émirats arabes unis accède au premier tour.

### La coupe du monde 1990
La seule phase finale de coupe du monde à laquelle les Émirats arabes unis ont participé est celle de 1990 en Italie. Pourtant, les débuts des éliminatoires furent très difficiles pour l'équipe. Après avoir perdu 3-2 contre le Koweït, les Émirats arabes unis réussissent à battre à deux reprises le Pakistan 5-0 et 4-1 puis battent chez eux au match retour le Koweït 1-0. Avec 6 points à égalité avec le Koweït, ils parviennent au second tour de la zone Asie avec une différence de buts supérieure à leur principal adversaire. Au second tour, avec 6 points (une seule victoire et 4 matchs nuls), ils finissent deuxièmes derrière la Corée du Sud et décrochent leur billet pour le Mondiale italien. Le parcours des Émirats arabes unis, lors de la Coupe du monde 1990, est assez décevant. Cet échec est dû, en partie, à l'inexpérience des joueurs face à des équipes telles que la RFA et la Yougoslavie. Son parcours est le suivant :
- le 9 juin 1990 à Bologne : Colombie - Émirats arabes unis 2-0
- le 15 juin 1990 à Milan : RFA - Émirats arabes unis 5-1 (But de Khalid Ismaïl à la 47e minute)
- le 19 juin 1990 à Bologne : Yougoslavie - Émirats arabes unis 4-1 (but d'Ali Thani à la 56e minute).

Le bilan de l'épopée italienne des Émirats arabes unis se présente ainsi : 0 victoire et 3 défaites en 3 matchs, 2 buts marqués et 11 buts encaissés. 
En 1992, l’équipe des Émirats arabes unis se hisse à la quatrième place de la Coupe d’Asie des Nations. Lors des qualifications de la zone Asie 1994 pour la Coupe du monde aux États-Unis, les Émirats arabes unis sont éliminés dès le premier tour, derrière le Japon à 2 points de ces derniers.

### La Coupe d’Asie des nations 1996 et la Coupe des confédérations 1997
Pays hôte de la Coupe d'Asie des nations 1996, les Émirats arabes unis terminent en tête de leur groupe avec sept points, grâce à 2 victoires contre le Koweït (3-2) et l’Indonésie (2-0), ainsi qu'un match nul contre la Corée du Sud (1-1). Ils battent ensuite en prolongations l’Irak en quart de finale, sur le score de 1 but à 0. En demi-finale, ils retrouvent encore une fois le Koweït qu'ils éliminent grâce à un succès sur la petite des marges (1 but à 0, but à la 69e, marqué par Ahmed). Mais en finale, ils ratent l'occasion de décrocher le titre continental devant leur public en échouant aux tirs au but après un score nul et vierge, sur le score de 4 tirs au but à 2 pour l'Arabie saoudite. Au total huit buts sont marqués dans ce tournoi par les Émirats arabes unis. Cela leur permet de participer à la Coupe des confédérations 1997, où ils sont éliminés au premier tour, battus par l'Uruguay (0-2) et par la République tchèque (1-6), mais vainqueurs contre l'Afrique du Sud (1-0).

### Les Émirats de 1997 à 2015
Lors des qualifications de la zone Asie 1998 pour la Coupe du monde 1998 en France, les Émirats arabes unis parviennent à sortir largement premiers de leur poule lors du premier tour. Ils échouent au second tour à la troisième place de la poule finale à 4 points du Japon (seules les deux premières équipes sont qualifiées). Les éliminatoires pour les coupes du monde 2002, 2006, 2010 et 2014 ne leur permettent pas non plus de se qualifier et de participer à la phase finale. Néanmoins, les éliminatoires de la Coupe du monde 2002 ont vu les Émirats Arabes Unis décrocher la plus large victoire de leur histoire, le 14 avril 2001, à Bandar Seri Begawan face à Brunei, infligeant aux locaux une défaite sur le score de 12 buts à 0 ; et atteindre le stade des barrages (élimination contre l'Iran), leur meilleure performance dans le cadre des éliminatoires pour une Coupe du monde depuis la qualification au Mondial 1990 (jusqu'aux éliminatoires de la Coupe du monde 2022 où les Émirats Arabes Unis ont à nouveau atteint le stade des barrages contre l'Australie). Les Émirats Arabes Unis, finalistes sortants, ne réussissent pas à se qualifier pour la Coupe d’Asie des nations 2000, tandis que lors des trois éditions suivantes en 2004, 2007 et 2011, ils accèdent à la phase finale du tournoi mais furent éliminés au premier tour. La plus large défaite des Émirats arabes unis est  enregistrée à Abou Dabi, le 12 novembre 2005, sur le score de 8 buts à 0 contre le Brésil en match amical.
En 2007, le pays remporte la Coupe du Golfe à domicile, en battant Oman en finale (1-0).

### Coupe d'Asie des nations 2015
Lors de la Coupe d'Asie des nations 2015, les Émirats Arabes Unis créent la sensation en atteignant les demi-finales ; en ayant notamment éliminé le Japon, quadruple vainqueur de l'épreuve, en quarts de finale aux tirs au but (1-1, 5-4 t.a.b.). Ils s'inclinent dans le dernier carré face à l'Australie, pays hôte du tournoi et futur vainqueur de l'épreuve (0-2); mais battent ensuite l'Irak lors du match pour la 3e place (3-2), ce qui leur permet de réaliser leur meilleure performance dans une phase finale continentale après la place de finaliste acquise en 1996. Ali Mabkhout et Omar Abdulrahman ont à cette occasion terminés respectivement meilleurs buteurs et passeurs de l'épreuve (à égalité avec l'Australien Massimo Luongo pour Abdulrahman qui ont tous les deux délivré 4 passes décisives). La sélection avait terminé 2e du groupe C juste derrière l'Iran lors du 1er tour (adversaire contre qui ils ont perdu 0-1), mais devant Bahreïn et Qatar qu'ils ont battu respectivement 2-1 et 4-1. 

### Éliminatoires de la Coupe du monde 2018
L'équipe ne réussit cependant pas à se qualifier pour la Coupe du monde 2018, échouant lors du 3e tour avec une 4e place obtenue dans le groupe B; derrière le Japon et l'Arabie Saoudite, directement qualifiées pour le Mondial russe, ainsi que l'Australie, 3e du groupe et barragiste. Les Émirats Arabes Unis avaient pourtant démarré idéalement leur campagne qualificative lors du 3e tour, avec une victoire prestigieuse décrochée sur le terrain du Japon dès la première journée (2-1).
Le 16 janvier 2016, les Émirats Arabes Unis réalisent une belle performance en disposant à domicile de l'Islande; puissance footballistique européenne montante, futur quart de finaliste de l'Euro 2016 et qui s'est également qualifié pour la Coupe du monde 2018; sur le score de 2-1 lors d'un match amical.

### Coupe d'Asie des nations 2019
Lors de la Coupe d'Asie 2019 qu'ils organisent, les Émirats arabes unis assurent l'essentiel au premier tour, terminant leaders du groupe A sans convaincre : le pays hôte passe tout près de la défaite lors du premier match contre Bahreïn (1-1), égalisant à la 88e minute grâce à un pénalty transformé par Ahmed Khalil. Puis ils l'emportent 2-0 lors du deuxième match contre l'Inde et concèdent un nouveau match nul surprenant lors de la dernière journée contre la Thaïlande (1-1), néanmoins suffisant pour terminer en tête de leur poule et passer en huitièmes de finale, où ils sont opposés au Kirghizistan, qualifié pour la phase à élimination directe en tant que meilleur troisième et dont c'est la première participation de son histoire à une phase finale continentale. Comme lors du premier tour, la sélection hôte rencontre de nombreuses difficultés face à un adversaire décomplexé ; bien que les Émiratis prendront à deux reprises l'avantage grâce à des réalisations de Khamis Esmaeel (14e minute) puis Ali Mabkhout (64e minute), les Kirghizes trouvent les ressources pour revenir à chaque fois au score grâce à un but de Mirlan Murzaev (26e minute) puis une nouvelle égalisation dans les arrêts de jeu de la partie signée Tursunali Rustamov (en). Contraints de disputer les prolongations, les Al Sukoor décrochent leur qualification grâce à un pénalty, jugé généreux et transformé par Ahmed Khalil (103e minute). En quarts de finale, ils retrouvent l'Australie, vainqueur de la précédente édition et qui a également connu un début de compétition compliqué, pour ce qui représente une revanche de la demi-finale perdue quatre plus tôt par les Al Sukoor face aux Soocceroos qui étaient alors la nation hôte de la compétition. En dépit d'une intense domination australienne, les Aussies se montrent imprécis dans le dernier geste, ne cadrant pas la plupart de leurs tirs. Les Émirats arabes unis profitent en deuxième mi-temps d'une erreur défensive grossière des Australiens, symbolisée par la passe en retrait mal ajustée de Miloš Degenek à son gardien, une passe interceptée par Ali Mabkhout qui inscrit l'unique but du match à la 68e minute de jeu (1-0). Le pays hôte retrouve en demi-finale le Qatar ; qui a fait forte impression en ayant remporté ses cinq précédents matchs, dont une victoire en quart de finale contre la Corée du Sud (1-0), et en affichant la meilleure attaque et la meilleure défense du tournoi, avec 12 buts inscrits et aucun encaissé ; dans un duel marqué par le contexte de crise géopolitique ayant miné les relations diplomatiques entre les deux pays. La demi-finale, disputée dans une atmosphère électrique, est remportée par le voisin qatari sur le score sans appel de 4-0, le pays hôte ne réussit donc pas à faire aussi bien que lors de l'édition 1996 déjà disputée à domicile et qui les avait vus échouer en finale.

### Éliminatoires de la Coupe du monde 2022
Les Émirats arabes unis réalisent ensuite leur meilleure campagne qualificative pour une phase finale de Coupe du monde depuis celle de 2002, puisque les coéquipiers d'Ali Mabkhout atteignent à nouveau le stade des barrages. En effet, la sélection du Golfe termine d'abord en tête du groupe G à l'occasion du 2e tour des éliminatoires, avec un bilan de 6 victoires et 2 défaites (à l'extérieur contre la Thaïlande et le Viêt Nam) face aux nations du sud-est asiatique. Elle se qualifie donc pour la Coupe d'Asie 2023 ainsi que pour le 3e tour qualificatif au Mondial 2022. Placé dans le groupe A, les Émirats arabes unis terminent 3e derrière l'Iran et la Corée du Sud avec un bilan de 3 victoires, 3 nuls et 4 défaites, devançant l'Irak grâce à une victoire à domicile lors de la dernière journée contre la Corée du Sud (1-0) déjà qualifiée avant de disputer les deux dernières rencontres. La sélection du Golfe est éligible pour disputer un barrage intra-asiatique unique sur terrain neutre au Qatar contre l'Australie, 3e du groupe B, avant d'affronter en cas de succès sur les Socceroos, le Pérou, 5e de la CONMEBOL, pour un dernier tour de barrage sous le même format. Elle est cependant défaite par les Soocceroos (1-2) et ne se qualifie pas pour le Mondial qatari.

## Personnalités

### Sélectionneurs
| Rang | Nom                     | Période   |
| ---- | ----------------------- | --------- |
| 1    | Mohammed Sheita         | 1972-1973 |
| 2    | Jumaa Gharib            | 1973      |
| 3    | Mohammed Sheita         | 1973-1974 |
| 4    | Mimi Al Sherbini        | 1975      |
| 5    | Jumaa Gharib            | 1975-1976 |
| 6    | Dimitri Tadić           | 1976      |
| 7    | Don Revie               | 1977-1980 |
| 8    | Heshmat Mohajerani      | 1980-1984 |
| 9    | Carlos Alberto Parreira | 1984-1988 |
| 10   | Mário Zagallo           | 1988-1990 |
| 11   | Bernard Blaut           | 1990      |
| 12   | Carlos Alberto Parreira | 1990      |
| 13   | Valeri Lobanovski       | 1990-1993 |
| 14   | Antoni Piechniczek      | 1993-1995 |
| 15   | Tomislav Ivić           | 1995-1996 |
| 16   | Lori Sandri             | 1997      |
| 17   | Milan Máčala            | 1997      |
| 18   | Lori Sandri             | 1998      |
| 19   | Carlos Queiroz          | 1998-1999 |
| 20   | Srećko Juričić          | 1999      |
| 21   | Abdullah Mesfer         | 2000      |

| Rang | Nom                         | Période   |
| ---- | --------------------------- | --------- |
| 22   | Henri Michel                | 2000-2001 |
| 23   | Abdullah Saqr               | 2001      |
| 24   | Tiny Ruys                   | 2001      |
| 25   | Jo Bonfrère                 | 2001-2002 |
| 26   | Roy Hodgson                 | 2002-2004 |
| 27   | Aad de Mos                  | 2004-2005 |
| 28   | Dick Advocaat               | 2005      |
| 29   | Bruno Metsu                 | 2006-2008 |
| 30   | Dominique Bathenay          | 2008-2009 |
| 31   | Srečko Katanec              | 2009-2011 |
| 32   | Abdullah Mesfer             | 2011-2012 |
| 33   | Mahdi Ali                   | 2012-2017 |
| 34   | Edgardo Bauza               | 2017      |
| 35   | Alberto Zaccheroni          | 2017-2019 |
| 36   | Bert van Marwijk            | 2019      |
| 37   | Ivan Jovanović              | 2019-2020 |
| 38   | Jorge Luis Pinto            | 2020      |
| 39   | Farooq Muftah               | 2020      |
| 40   | Bert van Marwijk            | 2020-2022 |
| 41   | Rodolfo Martín Arruabarrena | 2022-2023 |
| 42   | Paulo Bento                 | 2023-2025 |
| 43   | Cosmin Olăroiu              | 2025-     |

## Résultats

### Classement FIFA
| Année              | 1993 | 1994 | 1995 | 1996 | 1997 | 1998 | 1999 | 2000 | 2001 | 2002 | 2003 | 2004 | 2005 | 2006 | 2007 | 2008 | 2009 | 2010 | 2011 | 2012 | 2013 | 2014 | 2015 | 2016 | 2017 | 2018 | 2019 | 2020 | 2021 | 2022 | 2023 | 2024 |
| ------------------ | ---- | ---- | ---- | ---- | ---- | ---- | ---- | ---- | ---- | ---- | ---- | ---- | ---- | ---- | ---- | ---- | ---- | ---- | ---- | ---- | ---- | ---- | ---- | ---- | ---- | ---- | ---- | ---- | ---- | ---- | ---- | ---- |
| Classement mondial | 51   | 46   | 75   | 60   | 50   | 42   | 54   | 64   | 60   | 89   | 75   | 82   | 85   | 87   | 100  | 110  | 112  | 105  | 130  | 96   | 71   | 81   | 65   | 64   | 73   | 79   | 71   | 74   | 69   | 70   | 64   | 63   |
| Classement AFC     | 4    | 5    | 5    | 5    | 6    | 7    | 4    |      |      |      |      |      |      |      |      |      |      | 12   | 19   | 10   | 7    | 5    | 5    | 7    | 7    | 8    | 8    | 8    | 7    | 8    | 8    | 9    |

### Tournois

#### Coupe du monde
| Année | Position           |      | Année             | Position |                        | Année | Position |
| 1930  | Équipe inexistante | 1974 | Non inscrite      | 2010     | Tour préliminaire      |       |          |
| 1934  | Équipe inexistante | 1978 | Forfait           | 2014     | Tour préliminaire      |       |          |
| 1938  | Équipe inexistante | 1982 | Non inscrite      | 2018     | Tour préliminaire      |       |          |
| 1950  | Équipe inexistante | 1986 | Tour préliminaire | 2022     | Tour préliminaire      |       |          |
| 1954  | Équipe inexistante | 1990 | 1er tour          | 2026     | Éliminatoires en cours |       |          |
| 1958  | Équipe inexistante | 1994 | Tour préliminaire | 2030     | À venir                |       |          |
| 1962  | Équipe inexistante | 1998 | Tour préliminaire | 2034     | À venir                |       |          |
| 1966  | Équipe inexistante | 2002 | Tour préliminaire |          |                        |       |          |
| 1970  | Équipe inexistante | 2006 | Tour préliminaire |          |                        |       |          |

#### Coupe d'Asie
| Année | Position           |      | Année             | Position |                     | Année | Position |
| 1956  | Équipe inexistante | 1984 | 1er tour          | 2011     | 1er tour            |       |          |
| 1960  | Équipe inexistante | 1988 | 1er tour          | 2015     | Demi-finale (3e)    |       |          |
| 1964  | Équipe inexistante | 1992 | 1er tour          | 2019     | Demi-finale         |       |          |
| 1968  | Équipe inexistante | 1996 | Finaliste         | 2023     | Huitièmes de finale |       |          |
| 1972  | Non inscrite       | 2000 | Tour préliminaire | 2027     | Qualifiée           |       |          |
| 1976  | Non inscrite       | 2004 | 1er tour          |          |                     |       |          |
| 1980  | 1er tour           | 2007 | 1er tour          |          |                     |       |          |

#### Coupe des confédérations
| Année | Position      |      | Année         | Position |               | Année | Position |
| 1992  | Non qualifiés | 2001 | Non qualifiés | 2013     | Non qualifiés |       |          |
| 1995  | Non qualifiés | 2003 | Non qualifiés | 2017     | Non qualifiés |       |          |
| 1997  | 1er tour      | 2005 | Non qualifiés |          |               |       |          |
| 1999  | Non qualifiés | 2009 | Non qualifiés |          |               |       |          |

#### Coupe Kirin
- Kirin Cup 2005 : vainqueur